# Lektura nadobowiązkowa
Lektura nadobowiązkowa (ros. Внеклассное чтение) – druga powieść Borisa Akunina z cyklu Przygody magistra (ros. Приключения магистра).

## Fabuła
Powieść, jak wszystkie z cyklu „Przygody magistra” składa się z dwóch powieści. Jeden rozdział powieści dziejącej się współcześnie naprzemiennie z rozdziałem powieści dziejącej się w przeszłości. Akcja pierwszej dzieje się w roku 1795 w ostatnim roku panowania Katarzyny II, drugiej na początku XXI wieku, rok 2001.
W czasach Katarzyny II: siedmioletni Mitrydat, niesłychanie zdolne dziecko z fenomenalną pamięcią, z którym ojciec wiąże ogromne nadzieje na własne miejsce przy dworze carycy, jako opiekuna geniusza, a z czasem jej faworyta, staje się świadkiem spisku mającego na celu uśmiercenie imperatrycy. Malec za pomocą swego rozumu próbuje uratować ją przed śmiercią z rąk zamachowców. W wyniku nieprzewidzianego splotu wydarzeń natrafia on na Daniłę Fondorina byłego kamerskretarza carycy, który postanawia uwierzyć chłopcu i obiecuje pomóc.
W roku 2001 Nicholas Fandorin brytyjski baronet, który zamieszkał w Moskwie otrzymuje wyrok wydany na siebie przez nieznaną organizację i aby ratować swoje życie rozpoczyna własne śledztwo, które doprowadza go do genialnego chirurga plastycznego o imieniu Mirat (nietypowe imię – skrót od pierwszych sylab pokojowego atomu (ros. мирный атом)) który, na co dzień operuje i poprawia urodę moskiewskich celebrytek. Mirat również otrzymał taki sam wyrok. Okazuje się jednak, że zagrożenie nie jest skierowane bezpośrednio i dotyczy działalności oraz przeszłości bohaterów.